# Ebinger Haus
Das Ebinger Haus ist eine Schutzhütte der Sektion Ebingen des Deutschen Alpenvereins (DAV). Sie liegt auf der Schwäbischen Alb in Deutschland. Es handelt sich um eine Selbstversorgerhütte ohne Bewirtschaftung.

## Geschichte
Die Sektion Ebingen wurde im Jahr 1952 als Sektion Ebingen des Deutschen Alpenvereins (DAV) gegründet. Schon im August 1952 konnten die Ebinger einen Kaufvertrag über ein Grundstück in Hausen abschließen. Das Landratsamt in Stockach erteilte „die polizeiliche Genehmigung“ zur Errichtung des geplanten „Unterkunftshauses“. Im November 1953 war Richtfest; am Wochenende 7./8. Mai 1955 wurde das Haus feierlich eingeweiht. Im Dezember 2013 erfolgte eine Brandverhütungsschau, die ganz erhebliche bauliche Veränderungen zur Folge hatte, um das Haus im bisherigen Umfang benutzen zu können. Mit Zustimmung der Baubehörde wurden im Jahr 2014 eine Fluchttreppe an der Westseite für die vorderen Schlafräume im Obergeschoss angebaut sowie für den hinteren Schlafraum an der Nordseite eine Brücke als Fluchtweg in den Hang hinter dem Haus. Im Zuge dieser Maßnahmen erfolgte auch die Renovierung der Schlafräume. Ein zweites Betreuerzimmer wurde eingerichtet und die Küche erhielt eine neuzeitliche Ausstattung.

## Lage
Das Ebinger Haus befindet sich in der Gemeinde Beuron im Ortsteil Hausen im Landkreis Sigmaringen.

## Zustieg
- Ein Parkplatz befindet 5 Minuten unterhalb des Hauses, die Hütte kann aber mit dem Auto angefahren werden.

## Tourenmöglichkeiten
- Von Hausen im Tal bis nach Gutenstein, 13,4 km, 4,5 Std.
- Ruinenrunde im Oberen Donautal, 19,7 km, 6,5 Std.[3]

## Klettermöglichkeiten
- Klettern im Oberen Donautal.[4][5]

## Skitouren Langlauf
- Schwenninger Loipe[6]

## Karten
- Oberes Donautal: Wanderkarte mit Radwegen, Blatt 51-532, 1:25.000, Beuron, Fridingen a. d. D., Inzigkofen, Meßkirch, Sigmaringen, Stetten a.k.M.: ... (NaturNavi Wanderkarte mit Radwegen 1:25.000) Landkarte – Gefaltete Karte ISBN 978-3-96099-021-5
- W252 Sigmaringen - Obere Donau (Ost), Zwiefalten: Wanderkarte 1:25.000 (Wanderkarten 1:25.000) Landkarte – Gefaltete Karte ISBN 978-3-947486-12-0